# Raport Hossbacha
Raport Hossbacha (niem. Hoßbach-Niederschrift) to tekst sporządzony przez pułkownika Friedricha Hoßbacha dotyczący konferencji w dniu 5 listopada 1937 r. w Berlinie (Kancelaria Rzeszy) z udziałem ścisłego kierownictwa sił zbrojnych oraz ministra spraw zagranicznych, gdzie Adolf Hitler przedstawił założenia swej polityki zagranicznej, oparte na ekspansji z użyciem sił zbrojnych.

## Konferencja z dnia 5 listopada 1937 w Berlinie
W konferencji uczestniczyli:
- minister do spraw wojny (Kriegsminister) Werner von Blomberg,
- dowódca armii lądowej (Heer) Werner von Fritsch,
- dowódca marynarki wojennej Erich Raeder,
- dowódca lotnictwa Hermann Göring,
- minister spraw zagranicznych Konstantin von Neurath,
- adiutant Hitlera do spraw sił zbrojnych pułkownik Friedrich Hoßbach.

Bezpośrednią przyczyną zwołania konferencji było żądanie Raedera, aby zwiększyć przydziały stali na budowę okrętów, za co był odpowiedzialny Göring, jako pełnomocnik do spraw planu czteroletniego. Hitler jednak od razu na początku obrad odszedł od tematu i wygłosił wielogodzinny wykład o swych dalekosiężnych celach w polityce zagranicznej. Do zagadnień poruszonych w tym wykładzie nastąpiła ożywiona dyskusja, dopiero po tym rozmawiano o przydziałach stali.

## Historia sporządzenia i dalszego przekazania raportu
Pięć dni po konferencji w Kancelarii Rzeszy płk. Hoßbach sporządził z własnej inicjatywy na podstawie hasłowych notatek raport z tejże konferencji. Dalsze dzieje tego tekstu są skomplikowane i z tego powodu pojawiła się okazja do podważania wiarygodności dokumentu.
W listopadzie 1943 roku pułkownik Graf Kirchbach w sztabie generalnym polecił sporządzić odpis (jako maszynopis) rękopisu przechowywanego wówczas w archiwum OKW. W styczniu 1944 przekazał on ten odpis swemu szwagrowi Viktorowi von Martin, który jesienią 1945 ten odpis przekazał dalej władzom brytyjskim. Ten odpis Kirchbacha był niedostępny aż do roku 1989, gdy władze brytyjskie udostępniły odpis wraz z listem Viktora von Martina skierowanym do brytyjskich władz okupacyjnych.
Natomiast oryginał raportu dostał się do rąk zespołu alianckiego naczelnego dowództwa. Ostatecznie raport pułkownika Hoßbacha pojawił się jako dokument dowodowy oskarżenia PS-386 w procesie norymberskim głównych zbrodniarzy wojennych w postaci maszynopisu (rękopis był nie do odnalezienia).
Obecnie rękopis dokumentu nie jest do odnalezienia, jednak inne okoliczności przemawiają za autentycznością raportu. Porównanie dokumentu PS-386 z odpisem Kirchbacha pozwala na stwierdzenie, że oba dokumenty są absolutnie identyczne. Friedrich Hoßbach przesłuchiwany w czerwcu 1946 na temat tego dokumentu, zeznał (Affidavit IMT Vol. XLII s. 228 ff oświadczenie złożone pod przysięgą przed międzynarodowym trybunałem wojskowym), że musi przyjąć według treści, układu i stylu in summa przedłożony tekst jako odtworzenie jego własnego rękopisu, co potwierdził również w swej książce.

## Treść raportu
Hitler rozpoczął swą wypowiedź od twierdzenia, że celem polityki niemieckiej musi być zapobieżenie brakowi przestrzeni życiowej (Lebensraum) dla Niemiec. Ponieważ na istniejącym terytorium nie jest możliwa samowystarczalna gospodarka Niemiec, a jednocześnie nie można dopuścić do uzależnienia gospodarki od importu, to niezbędne jest poszerzenie terytorium Niemiec i to przy użyciu sił zbrojnych, jednak w miarę możności unikając walki. Jak wynika z tekstu, Hitler zakładał, że dojdzie do wojny i rozpatrywał różne scenariusze. Wybuch „wielkiej” wojny (na więcej niż jednym froncie jednocześnie) przewidywał najwcześniej na rok 1943, do tego czasu zakładał jedynie wojny „lokalne”, których spodziewał się uniknąć.
Z wypowiedzi Hitlera wynikało, że celem niemieckiej polityki jest zabezpieczenie i utrzymanie mas ludowych i ich rozrost. Rozwiązanie problemu niemieckiego może odbyć się tylko przy użyciu siły, co jednak zawsze jest ryzykowne, jednak konieczne, jak głosił Hitler.

## Reakcja uczestników konferencji
Jak stwierdził pułkownik Hoßbach dyskusja przyjmowała chwilami bardzo ostre formy. Generałowie Blomberg i Fritsch, wbrew oczekiwaniom Hitlera, zamiast entuzjazmu wyrażali zdecydowany sprzeciw wobec planów wojennych, uzasadniając swe stanowisko trzeźwą i rzeczową analizą możliwości i zasobów niemieckich sił zbrojnych.
Również minister spraw zagranicznych Neurath zgłaszał zastrzeżenia. Według jego poglądów Niemcy nie posiadały wystarczających zasobów do prowadzenia nowej wojny. W nieco później przeprowadzonej rozmowie stwierdził on, że nie może przyjąć odpowiedzialności za taką politykę, wobec czego zgłasza swą dymisję, która została zaakceptowana przez Hitlera.

## Następstwa konferencji
Dnia 4 lutego 1938 nastąpiły obszerne zmiany personalne na najwyższych stanowiskach w III Rzeszy, a wszyscy trzej oponenci stracili swe stanowiska. Nowym ministrem spraw zagranicznych został funkcjonariusz partii narodowo-socjalistycznej NSDAP Joachim von Ribbentrop zaś z dotychczasowego Zarządu Ministerialnego ministerstwa wojny utworzono naczelne dowództwo sił zbrojnych (Oberkommando der Wehrmacht w skrócie OKW), a Hitler osobiście przejął funkcję ministra wojny (Kriegsminister). Już w listopadzie 1937 r. ze stanowiska ministra gospodarki, a w styczniu 1939 r. prezesa Banku Rzeszy został także usunięty Hjalmar Schacht.
Już wtedy, jak i obecnie powszechne było przekonanie historyków o związku przyczynowym między krytycznymi wypowiedziami na konferencji z 5 listopada 1937 a późniejszymi przetasowaniami personalnymi. Można zatem uznać, że narada ta była miejscem decyzji politycznej o przygotowaniach do zaborczej wojny.
Pogląd ten potwierdzają John Wheeler-Bennett oraz William L. Shirer.